# ایتالیای فاشیستی (۱۹۲۲ تا ۱۹۴۳)
ایتالیای فاشیستی دوره‌ای است که حزب ملی فاشیست از ۱۹۲۲ تا ۱۹۴۳ به رهبری بنیتو موسولینی روی کار آمد و دولت را در پادشاهی ایتالیا بدست گرفت. فاشیست‌های ایتالیا قوانین تمامیت‌خواهی را در کشور وارد کردند و مخالفان سیاسی و روشنفکران را سرکوب کردند. همچنین رویکرد و نوع رابطه با کلیسای کاتولیک را تغییر دادند؛ اقتصاد را مدرن کردند و ارزش‌های اجتماعی را تغییر دادند.

## جدول زمانی
بر پایهٔ پین (Payne)، دولت فاشیستی چندین دورهٔ نسبتاً متفاوت را پیمود:
1. از ۱۹۲۳ تا ۱۹۲۵: در ظاهر ادامهٔ نظام پارلمانی بود اما در عمل وارد کردن قانون‌هایی که منجر به دیکتاتوری می‌شود.
2. از ۱۹۲۵ تا ۱۹۲۹: ساخت حکومت دیکتاتوری فاشیستی به صورت کامل
3. از ۱۹۲۹ تا ۱۹۳۴: فعالیت‌های کمتر
4. از ۱۹۳۵ تا ۱۹۴۰: سیاست خارجی خشن، شامل یورش به اتیوپی، دشمنی با جامعه ملل که منجر به تحریم و روی آوردن به خودبسندگی اقتصادی شد؛ یورش به آلبانی و امضای اتحاد فولاد.
5. از ۱۹۴۰ تا ۱۹۴۳: جنگ جهانی دوم که منجر به شکست نظامی ارتش ایتالیا شد.
6. از ۱۹۴۳ تا ۱۹۴۵: تشکیل جمهوری اجتماعی ایتالیا زیر نظر آلمان.[۲]